# Min Gudh / min Gudh / sade Christus tå
Min Gudh, min Gudh, sade Christus då är en passionspsalm av biskopen i Linköping, Johannes Bothvidi, (1575-1635). Psalmen baseras på Konung Davids 22:a psalm. Psalmen har 13 verser och en melodi som den är ensam om i 1697 års koralbok.
Psalmen inleds 1695 med orden:
Min Gudh, min Gudh, sade Christus då
Han qwaldes i dödsens wånda

## Publicerad i
- 1572 års psalmbok med titeln Min Gudh min Gudh sadhe Christus under rubriken "Någhra Davidz Psalmer".[1]
- Göteborgspsalmboken under rubriken "Om Christi Lijdande".[2]
- 1695 års psalmbok som nummer 39 under rubriken "Konung Davids Psalmer".